# Mesabolivar nigridentis
Mesabolivar nigridentis là một loài nhện trong họ Pholcidae. Loài này được phát hiện ở Brasil.